# Алексеєвка (Варненський район)
Алексеєвка (рос. Алексеевка) — село у Варненському районі Челябінської області Російської Федерації.
Входить до складу муніципального утворення Алексеєвське сільське поселення. Населення становить 1009 осіб (2017).

## Історія
Від 27 лютого 1927 року належить до Варненського району, спочатку у складі Троїцького округу Уральської області, а відтак — Челябінської області.
Згідно із законом від 9 липня 2004 року органом місцевого самоврядування є Алексеєвське сільське поселення.

## Населення
| 2002  | 2004  | 2010  | 2011  | 2012  | 2013  | 2014  |
| ----- | ----- | ----- | ----- | ----- | ----- | ----- |
| 1215  | ↘1165 | ↘1128 | ↘1126 | ↘1084 | ↘1062 | ↘1033 |
| 2015  | 2016  | 2017  |       |       |       |       |
| ↘1021 | ↘1013 | ↘1009 |       |       |       |       |